# Seznamy televizních seriálů
Tato stránka obsahuje seznamy televizních seriálů podle různých kritérií.

## Podle země původu
- Seznam amerických televizních seriálů
- Seznam britských televizních seriálů
- Seznam českých televizních seriálů
- Seznam italských televizních seriálů
- Seznam slovenských televizních seriálů

## Podle televize
- Seznam televizních seriálů vysílaných na CBS
- Seznam televizních seriálů vysílaných na The CW
- Seznam televizních seriálů České televize
- Seznam televizních seriálů na Disney Channel
- Seznam televizních seriálů Disney+
- Seznam televizních seriálů Netflixu
- Seznam televizních seriálů vysílaných na Syfy
- Seznam televizních seriálů vysílaných na UPN
- Seznam televizních seriálů vysílaných na The WB

## Podle žánru
- Seznam večerníčků

## Podle tématu
- Seznam televizních seriálů podle komiksů DC Comics
- Seznam televizních seriálů podle komiksů Marvel Comics